# Ma meilleure amie, sa sœur et moi
Pour les articles homonymes, voir Ma meilleure amie.
Pour plus de détails, voir Fiche technique et Distribution.
Ma meilleure amie, sa sœur et moi (Your Sister's Sister) est une comédie dramatique américaine réalisée par Lynn Shelton et sortie en 2011.
Mettant en vedette Emily Blunt, Rosemarie DeWitt et Mark Duplass, Ma meilleure amie, sa sœur et moi est un film indépendant tourné en douze jours, et en partie improvisé, narrant l'histoire d'une femme qui invite son ami à une escapade dans une île familiale afin, pour lui, de fuir sa famille après la mort de son frère. Mais la rencontre alcoolisée de la sœur lesbienne de la jeune femme, dans un chalet isolé, conduit à des révélations et des développements dans leurs trois vies.
Présenté au Festival International du Film de Toronto le 11 septembre 2011 et sorti en salles le 15 juin 2012 aux États-Unis et le 3 juillet 2013 en France,, Ma meilleure amie, sa sœur et moi rencontre un accueil critique favorable et un succès commercial.

## Synopsis
Jack vient de perdre son frère Tom, dont une ex, Iris, est maintenant la meilleure amie de Jack. Iris propose à Jack d'enfourcher son vélo pour rejoindre, via un ferry, le chalet familial (propriété du père d'Iris) situé sur une île, où il pourra s'isoler. Jack accepte, mais arrivé de nuit, une surprise l'y attend.

## Fiche technique
- Titre : Ma meilleure amie, sa sœur et moi
- Titre original : Your Sister's Sister
- Réalisation et scénario : Lynn Shelton
- Musique : Vince Smith
- Montage : Nat Sanders
- Photographie : Benjamin Kasulke
- Production : Steven Schardt
  - Production associée : Kate Bayley et Jennifer Maas
  - Production exécutive : Vallejo Gantner, Dashiell Gantner, Jennifer Roth, Mark Duplass, Lynn Shelton et Lance Rosen
  - Coproduction : Mel Eslyn et Megan Griffiths
- Société de production : Ada Films
- Société de distribution : Le Pacte
- Pays de production :  États-Unis
- Genre : comédie dramatique
- Durée : 90 minutes
- Dates de sortie :
  - Canada : 11 septembre 2011 (Festival international du film de Toronto)
  - États-Unis : 15 juin 2012
  - France : 3 juillet 2013

## Distribution
- Emily Blunt : Iris
- Rosemarie DeWitt : Hannah, la sœur aînée d'Iris
- Mark Duplass : Jack, le meilleur ami d'Iris
- Mike Harring : Tom
- Mike Birbiglia : Al
- Peter Erickson : un ami de Tom
- Jennifer Maas : une amie de Tom
- Jeanette Maus : une amie de Tom
- Dori Hana Scherer : une amie de Tom

## Box-office
Ma meilleure amie, sa sœur et moi a totalisé 1 636 190 $ de recettes au box-office américain . Le film est un succès, puisqu'il fut rentable au vu de son budget de 125 000 $ et ce, malgré une distribution limitée en salles, allant de 13 salles minimum jusqu'à 101 salles maximum. Les recettes internationales totalisent 1 606 612 $, dont 478,058 $ au Royaume-Uni, qui est le meilleur résultat du film au box-office étranger, pour un total des recettes mondiales de 3 242 802 $.
Sorti dans 44 salles en France, Ma meilleure amie, sa sœur et moi totalise 14 632 entrées durant sa première semaine d'exploitation, dont 8 197 entrées dans 10 salles sur Paris et une dix-neuvième place au box-office parisien,. Le film est parvenu à fédérer un total de 39 097 spectateurs.

## Production
Le scénario de Ma meilleure amie, sa sœur et moi, écrit par Lynn Shelton, également réalisatrice du film, qui s'est fait remarquer avec son précédent long-métrage, Humpday.
À l'origine, le rôle d'Hannah devait être interprétée par Rachel Weisz, mais, prise sur le tournage de The Deep Blue Sea, elle déclina la proposition, le rôle échouant à l'actrice Rosemarie DeWitt,.
Le tournage du film s'est déroulé à Seattle, dans l'État de Washington, en douze jours à la fin 2010, avec une équipe restreinte. La majeure partie du film a été improvisée, puisque près 20 à 30 % des scènes ont été seulement écrits, le reste relevant davantage du brouillon,. De plus, les acteurs sont également crédités comme consultants créatifs, car ayant participé, en grande partie, au développement de l'histoire,. Shelton et les acteurs ont discuté en amont du tournage pour inventer un passé et une histoire pour chaque personnage, qu'il s'agisse d'expériences personnelles ou des rapports entre eux, pour donner le résultat, inspirés de vécus ou d'anecdotes que des amis leur ont racontés.
Contrairement à Humpday, qui fut tourné en gros plan et caméra à l'épaule, Ma meilleure amie, sa sœur et moi a été filmé en plans larges, aux plans moyens ainsi qu'aux plans-séquences, avec deux caméras, permettant ainsi aux acteurs de ne pas tourner leurs scènes à plusieurs reprises. Shelton voulait varier les prises de vues pour laisser du choix lors du montage, souhaitant que le spectateur « ait le sentiment de bien cerner les lieux et je tenais à ce qu’il y ait des ruptures de tons au sein du film ». Selon elle, « quand on tourne de manière traditionnelle, on commence en plans larges et on se rapproche de plus en plus près des acteurs, si bien que lorsqu'on en est au gros plan, les comédiens ont eu le temps de trouver leurs marques. Avec l’impro, on adopte une démarche inverse puisque c'est parfois la première prise qui est la meilleure et qu’on sait que ce moment ne reviendra pas».

## Réception critique
Ma meilleure amie, sa sœur et moi rencontre un accueil globalement favorable dans les pays anglophones de la part des critiques professionnelles, avec 83 % d'avis positifs sur le site Rotten Tomatoes, basé sur 133 commentaires collectés, pour une note moyenne de 7⁄10 et une moyenne de 72⁄100 sur le site Metacritic, basé sur 29 commentaires collectés . En France, l'accueil critique est assez partagé, puisqu'il obtient une moyenne de 2,8⁄5 sur le site AlloCiné, basé sur 14 commentaires collectés.

## Remake
En 2016, Marion Vernoux a réalisé le film Et ta sœur inspiré de celui de Ma meilleure amie, sa sœur et moi.